# الکساندر استرهمل
الکساندر استرهمل (انگلیسی: Alexander Strehmel؛ زادهٔ ۲۰ مارس ۱۹۶۸) بازیکن فوتبال سابق اهل آلمان است.
از باشگاه‌هایی که در آن بازی کرده‌است می‌توان به باشگاه فوتبال اشتوتگارت و باشگاه فوتبال آگسبورگ اشاره کرد.
وی همچنین در تیم ملی فوتبال زیر ۲۱ سال آلمان بازی کرده‌است.